# Лактат лития
Лактат лития — химическое соединение, соль лития и молочной кислоты с формулой CH3CH(OH)COOLi, аморфное твёрдое вещество, растворяется в воде.

## Получение
- Нейтрализация молочной кислоты гидроксидом лития:

{\displaystyle {\ce {LiOH{+}CH3CH(OH)COOH->CH3CH(OH)COOLi{+}H2O}}}

## Физические свойства
Лактат лития образует аморфное твёрдое вещество.
Хорошо растворяется в воде и органических растворителях.
Проявляет оптическую изомерию.

## Применение
- Входит в состав препаратов, способствующих выведению из организма мочевой кислоты.
- Нейролептик.